# Nymphargus rosada
Espèce
Synonymes
- Cochranella rosada Ruiz-Carranza & Lynch, 1997

Statut de conservation UICN

 VU B1ab(iii) : Vulnérable
Nymphargus rosada est une espèce d'amphibiens de la famille des Centrolenidae.

## Répartition
Cette espèce est endémique de Colombie. Elle se rencontre dans les départements de Caldas, de Tolima et d'Antioquia de 1 100 à 2 000 m d'altitude sur le versant Est de la cordillère Centrale.

## Description

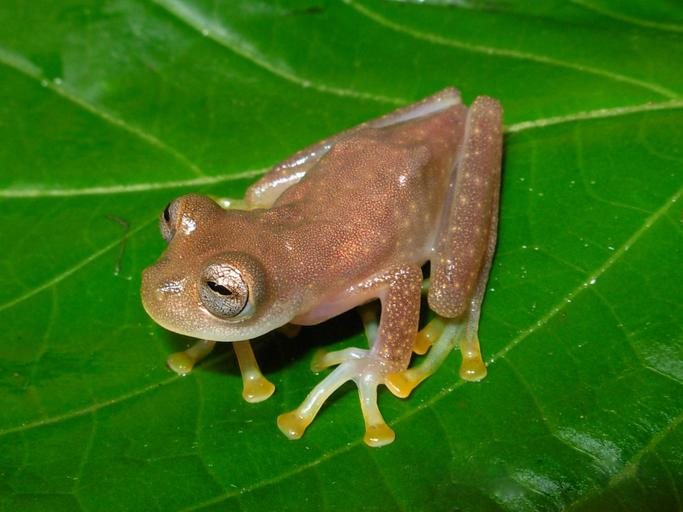
Nymphargus rosada

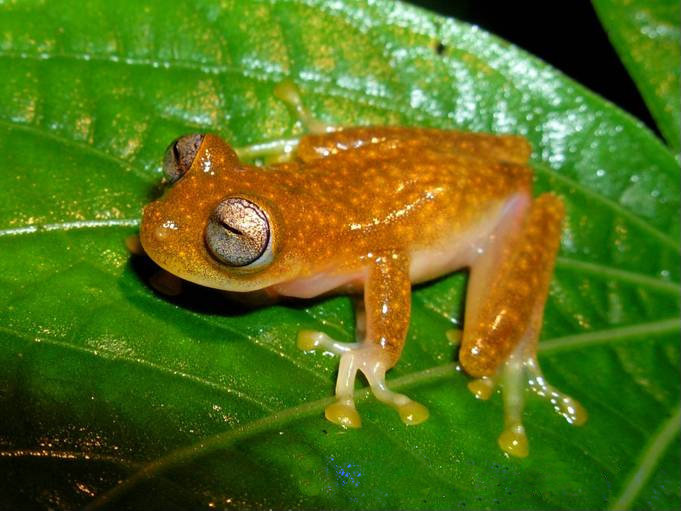
Nymphargus rosada

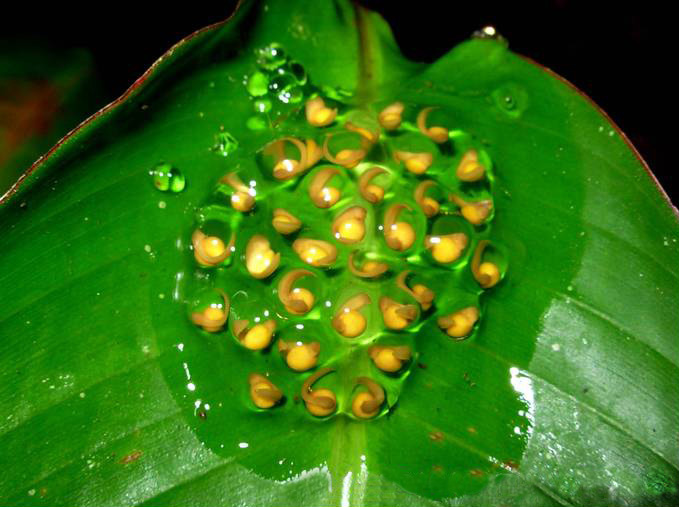
œufs de Nymphargus rosada

Les mâles mesurent de 24,9 à 28,3 mm et les femelles de 25,4 à 27,5 mm.

## Étymologie
Cette espèce est nommée en référence à sa coloration rosée.

## Publication originale
- Ruiz-Carranza & Lynch, 1997 : Ranas Centrolenidae de Colombia X. Los centrolénidos de un perfil del flanco oriental de la Cordillera Central en el Departamento de Caldas. Revista de la Academia Colombiana de Ciencias Exactas, Físicas y Naturales, vol. 21, no 81, p. 541-553 (texte intégral).